# Ronald G. Douglas

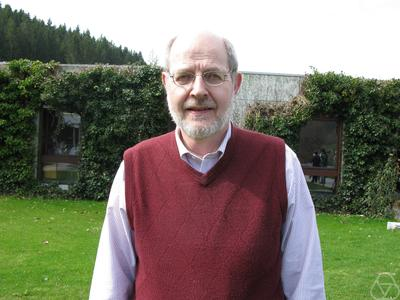
Douglas in Oberwolfach

Ronald George Douglas (* 10. Dezember 1938 in Osgood (Indiana); † 27. Februar 2018) war ein US-amerikanischer Mathematiker.

## Werdegang
Douglas studierte am Illinois Institute of Technology mit dem Bachelorabschluss 1960 und wurde 1962 bei Pasquale Porcelli an der Louisiana State University promoviert (Structure of Lp spaces).  Danach war er erst Instructor und später Professor an der University of Michigan. Ab 1969 war er Professor an der State University of New York at Stony Brook (SUNY). 1971 bis 1973 stand er der Mathematikfakultät vor, 1986 bis 1990 war er Dekan für Physik und Mathematik und ab 1990 Vice Provost. 1996 bis 2002 war er Provost der Texas A&M University. Danach war er dort Distinguished Professor für Mathematik.
1965/66 war er am Institute for Advanced Study und 1974 Gastwissenschaftler an der University of Newcastle. Er war Gastprofessor an der Universität Aarhus, am Mittag-Leffler-Institut, der Australian National University (1991), der Universität Tel Aviv und der Universität von Szechuan. 1978 hielt er die Hermann Weyl Lectures am Institute for Advanced Study und 1978 war er Invited Speaker auf dem Internationalen Mathematikerkongress in Helsinki (Extensions of C*-algebras and algebraic topology).
Er befasste sich mit Funktionalanalysis und Operatoralgebren. 1977 führte er mit Lawrence G. Brown und Peter Fillmore Techniken der algebraischen Topologie in die Theorie der Operatoralgebren ein, was nach den Anfangsbuchstaben der beteiligten Mathematiker als BDF-Theorie bekannt ist.
Er war Fellow der American Mathematical Society und der American Association for the Advancement of Science. 1980/81 war er Guggenheim Fellow und 1968 bis 1974 Sloan Fellow.
Er ist der Vater des Physikers Michael R. Douglas.

## Schriften
- Banach Algebra Techniques in Operator Theory, Academic Press 1972
- Banach Algebra Techniques in the Theory of Toeplitz Operators, American Mathematical Society 1973
- C*-algebras extensions and K-homology, Annals of Mathematical Studies, Band 95, Princeton 1980
- mit V. Paulsen: Hilbert modules over function algebras, Longman, Research Monograph, Harlow 1989
- mit Peter Fillmore, Lawrence G. Brown Extensions of C*-algebras and K-homology, Annals of Mathematics, Band 105, 1977, S. 265–324